# Ted Benton
Ted Benton (* 6. November 1942) ist ein britischer Sozialwissenschaftler. Benton begann seine akademische Karriere als Lehrer für die Lebenswissenschaften an einer Institution in Leicester. Während dieser Zeit studierte er Philosophie und bekam schließlich einen Lehrauftrag vom soziologischen Fachbereich der University of Essex, wo er zeitlebens unterrichtete und forschte, inzwischen als emeritierter Professor.

## Veröffentlichungen
Bücher
- Ted Benton: Philosophical foundations of the three sociologies. Routledge, London; Boston 1977, ISBN 0-7100-8593-1 (englisch).
- Ted Benton: The Rise and Fall of Structural Marxism: Althusser and His Influence (Theoretical Traditions in the Social Sciences). Palgrave Macmillan, 1984, ISBN 0-312-68375-8 (englisch).
- Ted Benton, John Dobson: The Dragonflies of Essex. Essex Field Club, 1998, ISBN 0-905637-18-6 (englisch).
- M. R Redclift, Ted Benton: Social Theory and the Global Environment. Routledge, London; New York 1994, ISBN 0-203-42790-4 (englisch).
- Ted Benton, Red-Green Study Group: What on earth is to be done? A red-green dialogue. Cromwell Press,, Manchester 1995, ISBN 978-0-9525784-0-6 (englisch).
- Ted Benton: Natural Relations: Ecology, Animal Rights, and Social Justice. Verso, 1996, ISBN 0-86091-590-5 (englisch).
- Ted Benton: Philosophy of Social Science: The Philosophical Foundations of Social Thought. Palgrave Macmillan, 2011, ISBN 978-0-230-24260-9 (englisch).